# 孤独を繋いで
「孤独を繋いで」（こどくをつないで）は、2017年7月5日に発売されたTHE BACK HORNの26枚目のシングル。

## 概要
過去2作のシングルがそれぞれ共同プロデューサー（24thシングル「With You」で亀田誠治、25thシングル「あなたが待ってる」で宇多田ヒカル）を迎えて制作されたのに対し、本作は改めてメンバー4人で向き合い作品を作り上げた。
表題曲「孤独を繋いで」にはミュージック・ビデオが制作され、映像作家の田辺秀伸が監督を務めている。
初回特典DVDには、2016年にキーボードとストリングスを交えた特別編成で行われたTHE BACK HORN初のホールツアー『KYO-MEIホールツアー 〜月影のシンフォニー〜』から、中野サンプラザでの最終公演の模様が収録される。

## 収録曲

### CD
| 全編曲: THE BACK HORN。 |                  |          |          |      |
| #                       | タイトル         | 作詞     | 作曲     | 時間 |
| 1.                      | 「孤独を繋いで」 | 山田将司 | 山田将司 | 3:55 |
| 2.                      | 「導火線」       | 菅波栄純 | 菅波栄純 | 3:43 |
| 3.                      | 「夏の残像」     | 松田晋二 | 山田将司 | 4:50 |

### DVD（初回限定盤のみ）
| #  | タイトル                                                                                | 作詞 | 作曲・編曲 | 時間 |
| -- | --------------------------------------------------------------------------------------- | ---- | ---------- | ---- |
| 1. | 「オープニング-夜明けの息吹- (Live SE「KYO-MEI ホールツアー」 〜月影のシンフォニー〜)」 |      |            | 2:51 |
| 2. | 「トロイメライ」                                                                        |      |            | 5:05 |
| 3. | 「閉ざされた世界」                                                                      |      |            | 4:58 |
| 4. | 「カラス」                                                                              |      |            | 5:17 |
| 5. | 「悪人」                                                                                |      |            | 5:08 |
| 6. | 「シンフォニア」                                                                        |      |            | 4:55 |
| 7. | 「With You」                                                                            |      |            | 5:29 |
| 8. | 「コバルトブルー」                                                                      |      |            | 5:49 |
| 9. | 「刃」                                                                                  |      |            | 5:13 |